# Nekropole Camp del Ginèbre
Die neolithische Nekropole Camp del Ginèbre liegt im Lac de Caramany (See) bei Caramany im Département Pyrénées-Orientales in Frankreich und stammt aus dem frühen Chasséen (etwa 4500 v. Chr.)
Die von Alain Vignaud 1993 und 1994 ausgegrabene Nekropole liegt ein paar Dutzend Meter vom alten Bett des Flusses Agly, etwas oberhalb der Ebene von Roussillon. Seit der Aufstauung des Dammes von Caramany, Ende 1994, befindet sie sich unter dem See.
Auf einer Fläche von etwa 500 m² wurden insgesamt neun einfache Steinkisten gefunden. Drei davon liegen unter runden Cairns mit Durchmessern von etwa 7,0 bis 11,0 m. Sie bargen die Bestattungen von Erwachsenen. Die anderen sechs Kisten enthalten die Überreste von Kindern und Kleinkindern. Manche liegen in der Mitte von Steinkreisen. Nach Enric Carreras Vigorós und Josep Tarrus Galter sind die Kisten vom gleichen Typ wie die Kisten vom Typ Solsonès in Arca de Calahons.

Camp del Ginèbre
Plan der Kiste im Tumulus
Schnitt der Kiste im Tumulus
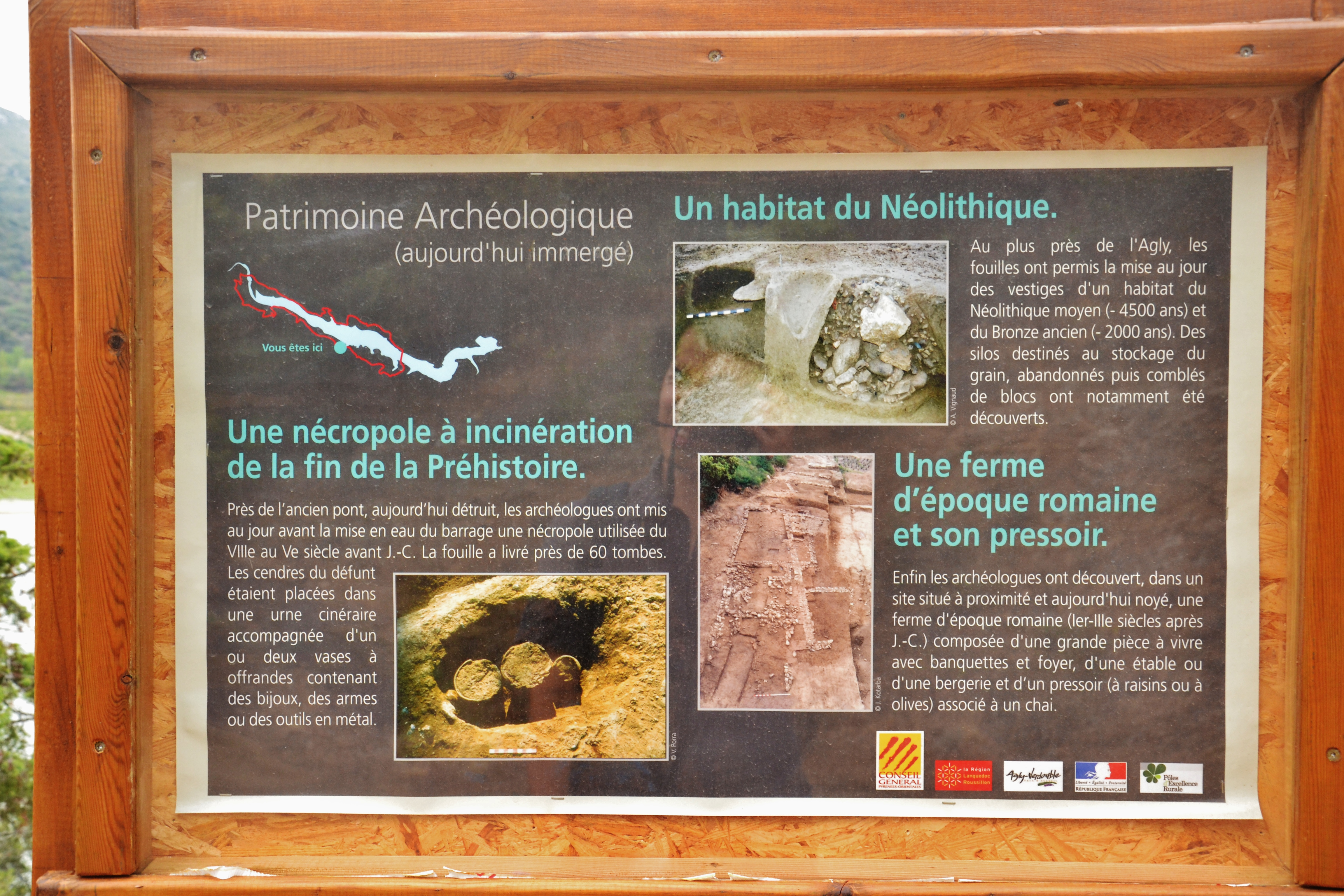
Informationstafel
Plan der Kiste vom Typ Solsonès
Schnitt der Kiste vom Typ Solsonès